# Fritz Berg
Fritz Berg, född 3 november 1909 i Göteborg, död 21 november 1974 i Göteborg, var en svensk landslagsspelare i fotboll (högerhalv) och mångårig A-lagsspelare i IFK Göteborg.
Berg, som blev svensk mästare med IFK 1934/35 och 1941/42, spelade under åren 1933-1938 sammanlagt fjorton landskamper. Fritz Berg anslöt till IFK Göteborg från IF Velox, och mellan åren 1931-1944 gjorde han totalt 278 matcher med IFK Göteborg. Han hade en yngre bror, Bror Berg, som också representerat IFK Göteborg på A-lagsnivå, och som därefter länge tränade "lilleputtavdelningen" för föreningen.
Tillsammans med lagkamraterna Arne Nyberg och Ernst Andersson var Fritz Berg uttagen till de Olympiska spelen i Berlin 1936, men de tre vägrade åka med då de inte ville delta i Hitlers propagandaspel.

## Meriter

### I landslag
Sverige
- Debuterade i landslaget i en VM-kvalmatch mot Litauen 1933-06-29.
- 14 landskamper, 0 mål

### I klubblag
IFK Göteborg
- Svensk mästare 1934/35 och 1941/42.[6]